# Robert de Juliac
Robert de Juilly o Robert de Juliac (Francia, ... – 27 luglio 1377) è stato Gran Maestro dell'Ordine di Malta dal 1374 fino alla sua morte.